# (5900) Jensen
(5900) Jensen es un asteroide perteneciente al cinturón de asteroides, región del sistema solar que se encuentra entre las órbitas de Marte y Júpiter, más concretamente a la familia de Gantrisch, descubierto el 3 de octubre de 1986 por Poul Jensen desde el Observatorio Brorfelde, Holbæk, Dinamarca.

## Designación y nombre
Designado provisionalmente como 1986 TL. Fue nombrado Jensen en homenaje a Poul B. Jensen, que sirvió en el Departamento Meridian Circle en el Observatorio Brorfelde durante 35 años, y su esposa, Bodil Jensen. Durante los últimos diez años, Poul también participó en el programa de planetas menores realizado con el telescopio Schmidt.

## Características orbitales
Jensen está situado a una distancia media del Sol de 3,152 ua, pudiendo alejarse hasta 3,815 ua y acercarse hasta 2,490 ua. Su excentricidad es 0,210 y la inclinación orbital 9,058 grados. Emplea 2044,95 días en completar una órbita alrededor del Sol.

## Características físicas
La magnitud absoluta de Jensen es 12,1. Tiene 19,934 km de diámetro y su albedo se estima en 0,03. 